# Shackelford megye
Shackelford megye az Amerikai Egyesült Államokban, azon belül Texas államban található. Megyeszékhelye és legnagyobb legnagyobb városa Albany. Lakosainak száma 3105 fő (2020. április 1.). Shackelford megye Throckmorton, Stephens, Eastland, Callahan, Jones és Haskell megyékkel határos.

## Népesség
A megye népességének változása:
| Lakosok száma | 3367 | 3339 | 3368 | 3375 | 3350 | 3105 |
|               | 2010 | 2011 | 2012 | 2013 | 2015 | 2020 |

### Főbb utak
- U.S. Highway 180
- U.S. Highway 283
- State Highway 6
- State Highway 351